# 大树鼩
大树鼩（学名：Tupaia tana）是树鼩属的一个种。它原产于苏门答腊和邻近的小岛，以及婆罗洲的低地和丘陵。

## 栖息地
大树鼩是所有树鼩物种中最主要的陆生物种。它们通常在森林地面上，这是它们觅食的主要地点，尽管它们也有一部分时间在树上。根据野外观察及其形态特征，大树鼩被描述为主要陆生。大树鼩主要生活在原始热带雨林中，但在沼泽森林和次生林中也有发现。大树鼩有许多潜在的捕食者，例如纹猫、豹和云豹。
大树鼩通过传播种子来维护低地雨林生态系统。

## 描述
大树鼩比普通树鼩稍大。背毛呈红棕色，后部渐近黑色。有一条黑色条纹从脖子的一半延伸到背部的三分之二处，直到它消失在较暗的后部皮毛中。
该物种的体型测量值是：
- 头部和躯体：165至321毫米
- 尾巴：130质220毫米
- 后脚：43至57毫米
- 体重：154至305克
- 口鼻部：成年个体的眼睛中心到口吻尖的距离大于37毫米。[3]

大树鼩有灵敏的听觉和大眼睛，这使它具有敏锐的夜视能力，但白天的视力很差。

## 饮食习惯
它们的食物包括蚯蚓和节肢动物，如蜈蚣、千足虫和甲虫幼虫，以及一些水果。不太喜欢的节肢动物包括蚂蚁、甲虫、蜘蛛、蟑螂和蟋蟀。

## 繁殖
雄性和雌性的平均生殖成熟年龄都在一岁左右。雌性几乎总是生下两个晚熟的幼崽。在质量差的地区或资源稀缺时期，雌性的繁殖力会降低。